# Edward Amter
Edward Amter (Leuven, 13 december 1898 – Leuven, 2 juli 1969), ook bekend onder pseudoniemen C. Weyaere, Steven de Brabandere en E.A. Lanthaege¸Frits Stroke, was een Vlaams schrijver van enkele humoristische romans en verschillende toneelwerken. Hij was secretaris-generaal van het Davidsfonds van 1924 tot 1964.

## Biografie
Edward Amter werd geboren op 13 december 1898 in Leuven als zoon van een postbode. Na zijn studies werd hij bediende bij de Belgische Boerenbond. Bij deze werd hij vanaf 1916 aangesteld als privésecretaris van de ondervoorzitter Emiel Vliebergh. Vervolgens werd hij secretaris-generaal van het Davidsfonds in 1924, die functie behield hij voor meer dan 40 jaar. Het ledenaantal van het Davidsfonds vergroten was zijn grootste werk en door de enorme opbloei resulteerde dat in een brede Vlaamse bewustmaking en radicalisering met grootscheepse cultuurindustrie, vooral in boeken en voordrachten. Ook tijdens de Tweede Wereldoorlog werkte Amter nog bij het Davidsfond zonder dat deze ooit moest collaboreren.

## Werken
Een aantal van zijn werken zijn:
- Skald Heidrik, Leuven, 1919.
- De geestjes in ons: voor grooten uit het bedrijf der kleinen, Brugge, 1920.
- Publicaties in Dietsche Warande en Belfort:
  - Jaargang 1921:
    - 't Portret-in-groep

  - Jaargang 1922:
    - Huisgezinnetje Spelletje in één bedrijf door E. Amster

  - Jaargang 1923:
    - 'Menschen in botsing'
    - 'Menschen in botsing'
    - 'Menschen in botsing. Tooneelspel in drie bedrijven'
- Siska, Leuven, 1922.
- Haar jongste, Leuven, 1923.
- Van nieuwjaardag en kruieniertjes, Leuven,1923.
- De vertelling, die bewaarheid werd, Leuven, 1924.
- Die soudaen had een dochterkijn, Leuven, 1924.
- Jan, die niet in den hemel wou, Gent, 1924.
- Menschen in botsing: toneelspel in drie bedrijven, Brugge, 1925.
- De nieuwe mensch, Brugge, 1925.
- Huis te koop, Brugge, 1925.
- Nieuwjaar, Brugge, 1925
- Docus uit de acht zaligheden: sprookje in drie bedrijven, Brugge, 1927.
- Leuvense straatnamen, Leuven, 1932.
- Groei in Vlaanderen, Leuven, 1934.
- Kultuuraktie en politieke aktie, Leuven, 1935.